# Lago Rupa
El Lago Rupa (en nepalí: रुपा ताल) es un lago de agua dulce en Nepal situado en el sureste del valle de Pokhara, en el municipio metropolitano de Lekhnath. Es el tercer lago más grande del valle de Pokhara en Nepal, con una altitud de 600 m (1.969 pies), y cubrriendo un área de alrededor de 1,35 kilómetros cuadrados (0,5 millas cuadradas), con una profundidad de agua de 3 metros en promedio y una profundidad máxima de 6 metros.  El lago es alargado de norte a sur y es alimentado por arroyos perennes. El área de su cuenca es de 30 km², donde la principal entrada de agua es de la corriente Talbesi, mientras que Dhovan khola es la corriente de alimentación cuya salida Tal khola desemboca en el Sistani ghat. Alberga un buen número de especies de flora y fauna. Un total de 36 especies de aves acuáticas se han registrado en el lago, lo que representa alrededor del 19 por ciento del total de 193 especies de aves dependientes de los humedales que se encuentran en Nepal. 

## Economía del lago
El Lago Rupa es una de las principales atracciones turísticas de la ciudad de Pokhara, junto con el Lago Begnas. Cuenta con suficiente espacio como para albergar experiencias de navegación, tanto para los visitantes nacionales como para los internacionales. En el Lago Rupa se han practicado diversos tipos de acuicultura para la cría de peces. Los granjeros del distrito Kaski de Nepal han constituido la cooperativa Rupa Lake Rehabilitation and Fisheries Cooperatives Limited para ayudar a proteger la cuenca del lago.